# '98 Live Meltdown
'98 Live Meltdown è un album live dei Judas Priest, pubblicato nel 1998. Si tratta del primo album live con il cantante Tim Owens.

## Tracce

### Disco 1
1. The Hellion - 1:08
2. Electric Eye - 3:47
3. Metal Gods - 4:09
4. Grinder - 4:26
5. Rapid Fire - 4:24
6. Blood Stained (Downing, Tipton) - 5:08
7. The Sentinel - 5:46
8. A Touch of Evil - 5:51
9. Burn in Hell (Downing, Tipton) - 5:34
10. The Ripper (Tipton) - 3:52
11. Bullet Train (Downing, Tipton) - 5:58
12. Beyond the Realms of Death (Halford, Les Binks) - 7:13
13. Death Row (Downing, Tipton) - 4:22

### Disco 2
1. Metal Meltdown - 5:02
2. Night Crawler - 6:11
3. Abductors (Downing, Tipton) - 5:54
4. Victim of Changes (Al Atkins, Halford, Downing, Tipton) - 8:31
5. Diamonds & Rust (Joan Baez) - 3:54
6. Breaking the Law - 2:36
7. The Green Manalishi (Peter Green) - 4:53
8. Painkiller - 6:28
9. You've Got Another Thing Comin' - 8:35
10. Hell Bent for Leather (Tipton) - 2:48
11. Living After Midnight - 6:01

## Formazione
- Tim "Ripper" Owens: voce
- K.K. Downing: chitarra
- Glenn Tipton: chitarra
- Ian Hill: basso
- Scott Travis - batteria